# Single Packet Authorization
Single Packet Authorization (SPA) bezeichnet eine besondere Form des Portknockings, bei der eine Authentifizierung mit nur einem IP-Paket erfolgt.
Es wird z. B. benutzt, um Ports einer Firewall zu öffnen oder um bestimmte Kommandos nach dem Senden des SPA-Pakets auf einem entfernten System auszuführen. 

## Aufbau eines Paketes
- 16 Byte zufällige Daten
- lokaler Benutzername
- lokaler Zeitstempel
- fwknop-Version
- Modus (Zugriff oder Kommando)
- Gewünschter Zugriff (oder Kommando-String)
- MD5-Summe

Ein Paket enthält genügend »zufällige« Daten, um jedes Paket einzigartig zu machen. Der Zeitstempel hilft neben anderem, Replay-Attacken zu vereiteln.